# Új Világrend
Az Új Világrend-elmélet egy összeesküvés-elmélet, melyet a totalitárius világkormány esetleges megvalósulására figyelmeztetők alkottak meg. Az Új Világrendről szóló elméletek azon alapulnak, hogy az árnyékkormányok a politikai elit segítségével, egy globális összeesküvés révén egy nemzetek helyébe lépő világkormányt teremtenek, mint az emberiség történelmének végkifejletét.
Az összeesküvés-elméletek szerint titkos hatalmi csoportok (Illuminátus rend, szabadkőművesek, Bilderberg-csoport, stb.) összefogtak egy autoriter világkormány létrehozása érdekében, korlátozva vagy megszüntetve az országok szuverenitását.
A világkormány vagy világállam mindenkori eszméjétől függetlenül is léteztek elképzelések, miszerint az emberiségnek azonos ideológia jegyében, egyetlen gazdasági és társadalmi rendszer mentén kell egyesülnie.

## A kifejezés története

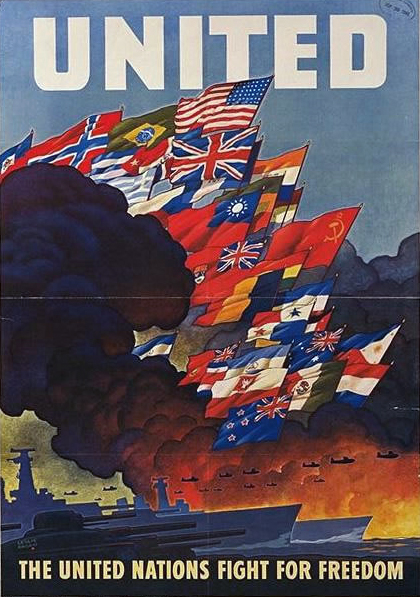
Az Egyesült Nemzetek egy hadviselési plakátja

### H. G Wells utópiája
H. G. Wells brit író és szocialista gondolkodó első sikeres könyvében, az Anticipations (1901) c. műben már egy egységes európai államalakulat létrejöttével számolt. 1940-ben jelentette meg The New World Order („Az új világrend”) című könyvét, melyben egy világkormány felállításának módjáról értekezik. Szerinte ennek kialakulása hosszabb folyamat során lehetséges. A világállama tervezésre épül, megszünteti a nacionalizmust, elősegíti a tudomány fejlődését és az egyén előremenetelét kizárólag érdemei és nem születési körülményei alapján biztosítaná. Elképzelései szerint a világállam nem a parlamentáris demokrácia elveire épül majd és az érdemi kérdésekben való döntést fenntartotta volna a megfelelő tájékozottsággal rendelkező tudósoknak, mérnököknek, stb. Viszont az egyén szabadságát végig nagyon fontos értéknek tartotta.

### Globális szervezetek szerepe
A 20. század során számos államférfi, mint Thomas Woodrow Wilson és Winston Churchill is használták az „új világrend” kifejezést, amellyel utalni kívántak arra, hogy drámai változások fognak bekövetkezni a politikai gondolkodásban és a hatalmi egyensúlyban az első világháborút követően. Wilson egyenesen úgy fogalmazott, hogy „biztonságossá kell tenni a világot a demokrácia számára.” Úgy látták, hogy koruk lehetőséget teremt a globális kormányzás idealisztikus világának létrehozásához, új kollektív kihívások érzetének kialakításához, hogy megcélozzák a világméretű problémák megoldását, melyek mögött az önálló nemzetállamok állnak, miközben végig szem előtt tartanák a nemzetek önmeghatározáshoz való jogát. Ezen indítványok vezettek a nemzetközi intézményrendszerek felállításához, a Nemzetek Szövetsége, az ENSZ, a Bretton Woods-i rendszer és a GATT, azaz az Általános Vám- és Kereskedelmi Egyezmény létrejöttéhez. Ezen szervezetek liberálisan internacionalisták voltak, ennek ellenére már az 1930-as évektől kivívták az amerikai ultrakonzervatív üzleti nacionalisták ellenkezését.
A haladó szellemiségűek üdvözölték a két világháború utóhatásaként létrejött intézményeket, de úgy érveltek, hogy ezek kétséges legitimációjuknál, felhatalmazásuknál fogva alkalmatlanok nem csupán arra, hogy megakadályozzanak egy újabb globális háborút, hanem maguk is globális faktorrá válnak. Az Európai Unió intézményeivel és központosító törekvéseivel szemben is megjelentek hasonló kritikák. Az euroszkeptikusak arra figyelmeztetnek, hogy az EU döntéshozó testületeinek legitimációja alacsony, az EU nem közvetlenül választott vezetői nem viselnek felelősséget a rossz döntéseikért, továbbá a nem választott Európai Bizottság az EU döntés-előkészítő, végrehajtó, döntéshozó, ellenőrző és képviseleti szerve lehet.

## Jelenkori használata
1990. szeptember 11-én, az Amerikai Egyesült Államok elnöke George H. W. Bush beszédet tartott, melyben először említi az új világrendet.

## Eszkatologikus történelemszemlélet
| Valódi demokrácia: 9,00-10,00 8,00-8,99 Hiányos demokrácia: 7,00-7,99 6,00-6,99 | Alaki demokrácia: 5,00-5,99 4,00-4,99 Önkényuralmi rendszer: 3,00-3,99 2,00-2,99 0,00-1,99 |

Economist Intelligence Unit demokrácia-index térképe 2012-ben.
Valódi demokrácia:
9,00-10,00
8,00-8,99
Hiányos demokrácia:
7,00-7,99
6,00-6,99
Alaki demokrácia:
5,00-5,99
4,00-4,99
Önkényuralmi rendszer:
3,00-3,99
2,00-2,99
0,00-1,99
Elégtelen információ, nincs értékelés:

A „történelem filozófiája” kifejezést Voltaire használta először, és a felvilágosodás programját követve, szekularizált formában, az isteni gondviselésre nem hivatkozva írta meg a világtörténelmet. Az emberi észbe és haladásba vetett hitre változtatott keresztény eszkatológiai gondolat a francia felvilágosodás képviselői mellett (mint például Voltaire, Condorcet vagy Rousseau) a német idealizmus legfontosabb szerzőinek (Kant, Hegel, Schelling) is központi témájává vált.
Már a 18. században megjelent azon elképzelés, mely az észszerűen berendezett világállamot vagy egyetemes államot (Universal-Staat) jelölte meg az emberi történelem végpontjaként. A világkormány első modern koncepciója – mely már nem a keresztény univerzalizmuson alapult – Immanuel Kant német filozófushoz kötődik. 1795-ben megjelent, Az örök béke címet viselő esszéjében úgy vélekedett, a hadseregek feloszlatása és a szuverén államok közös megegyezése szolgálja a tartós békét.
Az eszkatologikus történelemfelfogásra szintén példa Marx és Engels osztályharc-elmélete, mely szerint „minden eddigi társadalom története osztályharcok története”. A marxista–leninista és trockista tanok szerint a történelem „fejlődése” a kapitalizmus megdöntése után szükségszerűen egy világméretű kommunista társadalomhoz vezet.
1989-ben nagy sajtónyilvánosságot kapott Francis Fukuyama A történelem vége? című esszéje, majd könyve, amelyben a kommunista rezsimek összeomlását követően azt állította, hogy a történelmi haladás, mint ideológiák közti harc tulajdonképpen véget ért, és a hidegháború időszaka után a világban a liberális demokrácia uralmának kora következik, a politika és gazdasági liberalizmus elkerülhetetlen győzelmével. Fukuyama nézetrendszere a történelem egyetlen logikus végkifejleteként, az emberiség elérendő céljaként határozza meg a liberális demokráciát.
Elmondható, hogy az „Új Világrend” koncepciója részben a Föld egységes irányításának fentebb említett utópiájára válaszul született.

## Az összeesküvés-elméletek politikai besorolása
Korábban, az 1990-es évek elején az Új Világrend összeesküvés-elmélet még csak két amerikai ellenkultúrára korlátozódott, elsődlegesen a hazafias mozgalmakra és másodlagosan a fundamentalista keresztényekre, akik a világvégére és az Antikrisztus eljövetelére figyelmeztettek. A szkeptikusok, mint Michael Barkun és Chip Berlet megfigyelték, hogy a jobboldali populisták Új Világrend elmélete nem csupán a stigmatizált tudás követőit foglalja magába, hanem átszivárog a populáris kultúrába, mint az ezredfordulón végül be nem következett végítéletre való készülődés.
A Föld egészére kiterjedő totalitárius kormányzattól való félelem azonban a baloldalon is megfigyelhető. A baloldali gyökerű (marxista és anarchista) globalizáció-ellenes mozgalmak szerint a multinacionális vállalatok térnyerése, valamint a globalizálódás a Föld lakosságának egységes irányításához vezethet. Vagyis a jobboldaliak az Egyesült Államok központosító szövetségi kormányát és az ugyancsak hatalomkoncentrációt létrehozó nemzetközi szervezeteket, a (szélső)baloldaliak a nemzetközi nagyvállalatokat jelölik meg a világméretű fenyegetés forrásaként.

## Fordítás
- Ez a szócikk részben vagy egészben  a   New World Order (conspiracy theory) című angol Wikipédia-szócikk ezen változatának fordításán alapul.  Az eredeti cikk szerkesztőit annak laptörténete sorolja fel. Ez a jelzés csupán a megfogalmazás eredetét és a szerzői jogokat jelzi, nem szolgál a cikkben szereplő információk forrásmegjelöléseként.